# Lissaspis inca
Lissaspis inca là một loài tò vò trong họ Ichneumonidae.